# Stenbarken
Stenbarken är en sjö i Sala kommun i Västmanland och ingår i Dalälvens huvudavrinningsområde. Sjön är 3,8 meter djup, har en yta på 0,851 kvadratkilometer och befinner sig 90,1 meter över havet. Sjön avvattnas av vattendraget Bergshyttån.

## Delavrinningsområde
Stenbarken ingår i det delavrinningsområde (665781-153349) som SMHI kallar för Inloppet i Gårbarken. Medelhöjden är 99 meter över havet och ytan är 8,49 kvadratkilometer. Det finns inga avrinningsområden uppströms utan avrinningsområdet är högsta punkten. Bergshyttån som avvattnar avrinningsområdet har biflödesordning 2, vilket innebär att vattnet flödar genom totalt 2 vattendrag innan det når havet efter 122 kilometer. Avrinningsområdet består mestadels av skog (77 procent). Avrinningsområdet har 0,83 kvadratkilometer vattenytor vilket ger det en sjöprocent på 9,7 procent.